# Fioravanti (famiglia)
I Fioravanti furono una famiglia nobile originaria di Pistoia, attiva a Firenze e in altre città italiane. Politicamente schierati come guelfi, alleati con i Cancellieri e avversari dei ghibellini Panciatichi. Altre famiglie nobili di Marchesi Fioravanti, solo omonime, esistevano a Roma e a Ferrara.

## Storia
La prima loro menzione risale al 1267, quando Fioravanti d'Accorso ricoprì la carica di consigliere comunale. Nel 1310 Ranieri, suo figlio, fu sindaco di Pistoia. Nel 1319 Simone, figlio di Ranieri, fu membro degli anziani. Giovanni, figlio di Puccio e nipote di Ranieri Fioravanti, fu banchiere attivo alla corte di papa Clemente V ad Avignone. Andrea, figlio di Simone, figlio di Baldo Fioravanti, fu eletto Capitano della Montagna Superiore il 17 giugno 1354. Neri fu Capomastro della Signoria a Firenze, a lui sono attribuiti alcuni progetti dei più importanti edifici cittadini, quali Ponte Vecchio, la cupola di Santa Maria del Fiore, parte del Bargello. Francesco, figlio di Rinieri, fu gonfaloniere della Repubblica Fiorentina nel 1385 e nel 1389: Neri, suo figlio, ricoprì la stessa carica nel 1428. Fioravanti, figlio di Piero, fu Capitano di Cavalleria nelle Fiandre nel 1510 e poi, per papa Alessandro VI, commissario presso l'assedio di Faenza. Vincenzo, figlio di Cipriano, fu uno dei primi ad essere eletto cavaliere di Santo Stefano, nel 1576, poco dopo la costituzione di quell'ordine militare, e successivamente Cancelliere dell'Ordine. Fabio, figlio di Cipriano, fu Capitano di Cavalleria nei Paesi Bassi. Alberto, figlio di Fioravanti, Cavaliere di Malta nel 1590, e Commendatore nel 1610. Niccolao, figlio di Fioravanti, capitano dell'imperatore Ferdinando II contro il Re di Svezia nel 1636, e nel 1643 in Toscana per il granduca contro i Barberini.

## Galleria d'immagini

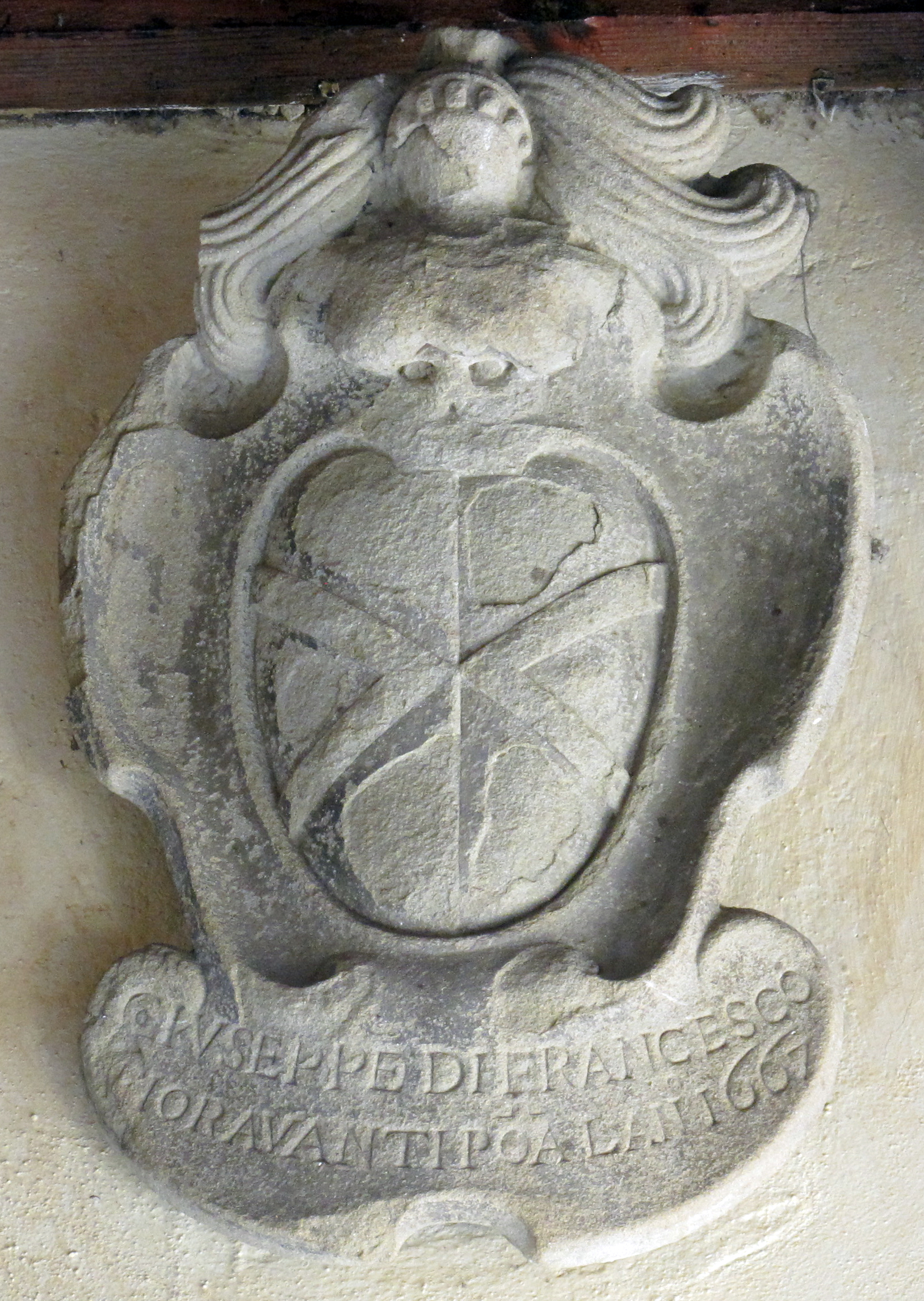
La versione fiorentina dello stemma Fioravanti nel comune di Reggello.
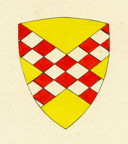
La versione pistoiese dello stemma Fioravanti.
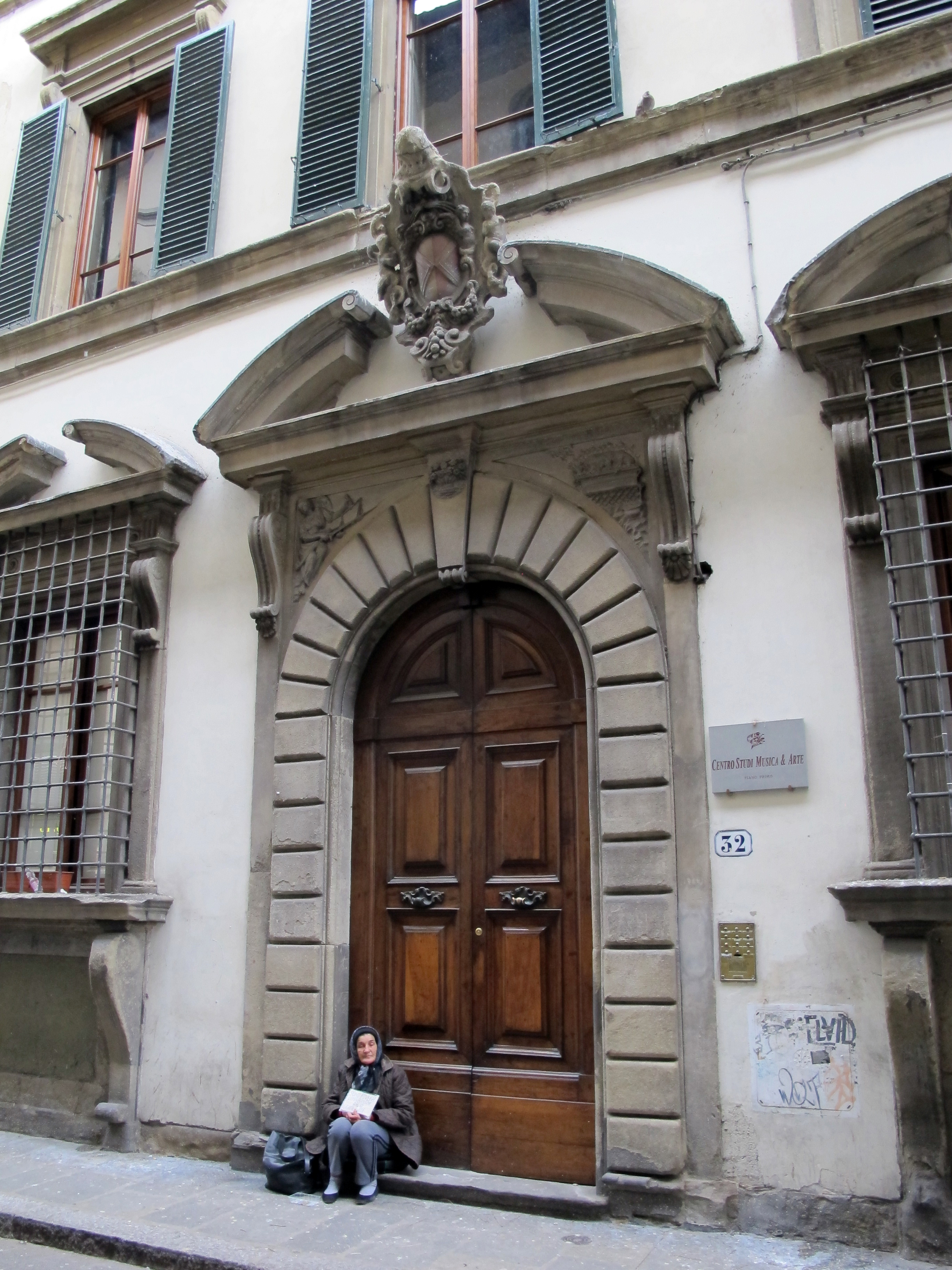
Palazzo Fioravanti a Firenze, in stile tardo manierista, è generalmente attribuito a Bartolomeo Ammannati e da altri a Bernardo Buontalenti.
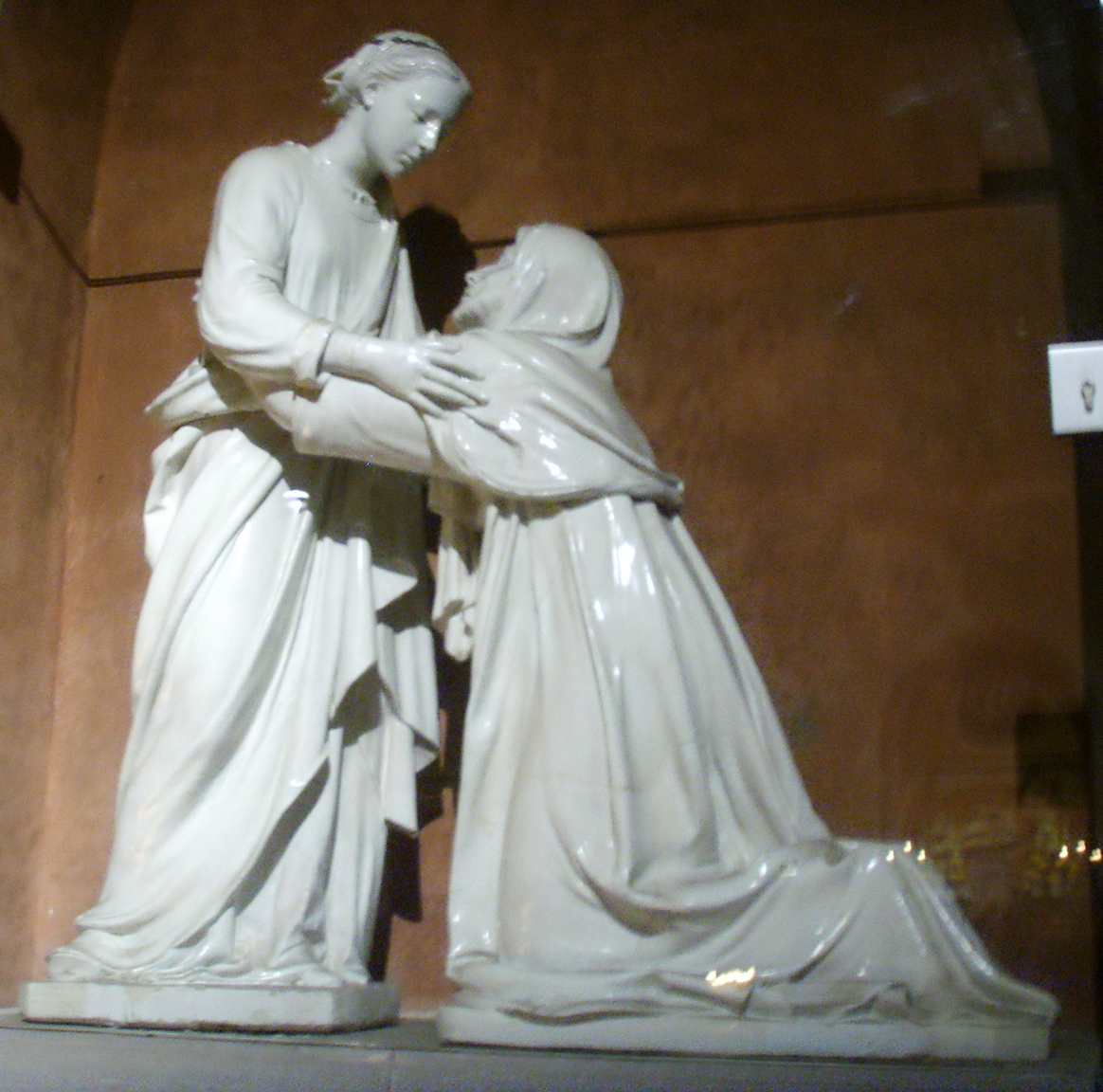
Visitazione, fu commissionata dalla famiglia Fioravanti a Luca della Robbia per la chiesa di San Giovanni Fuoricivitas, che si affaccia verso palazzo Fioravanti.
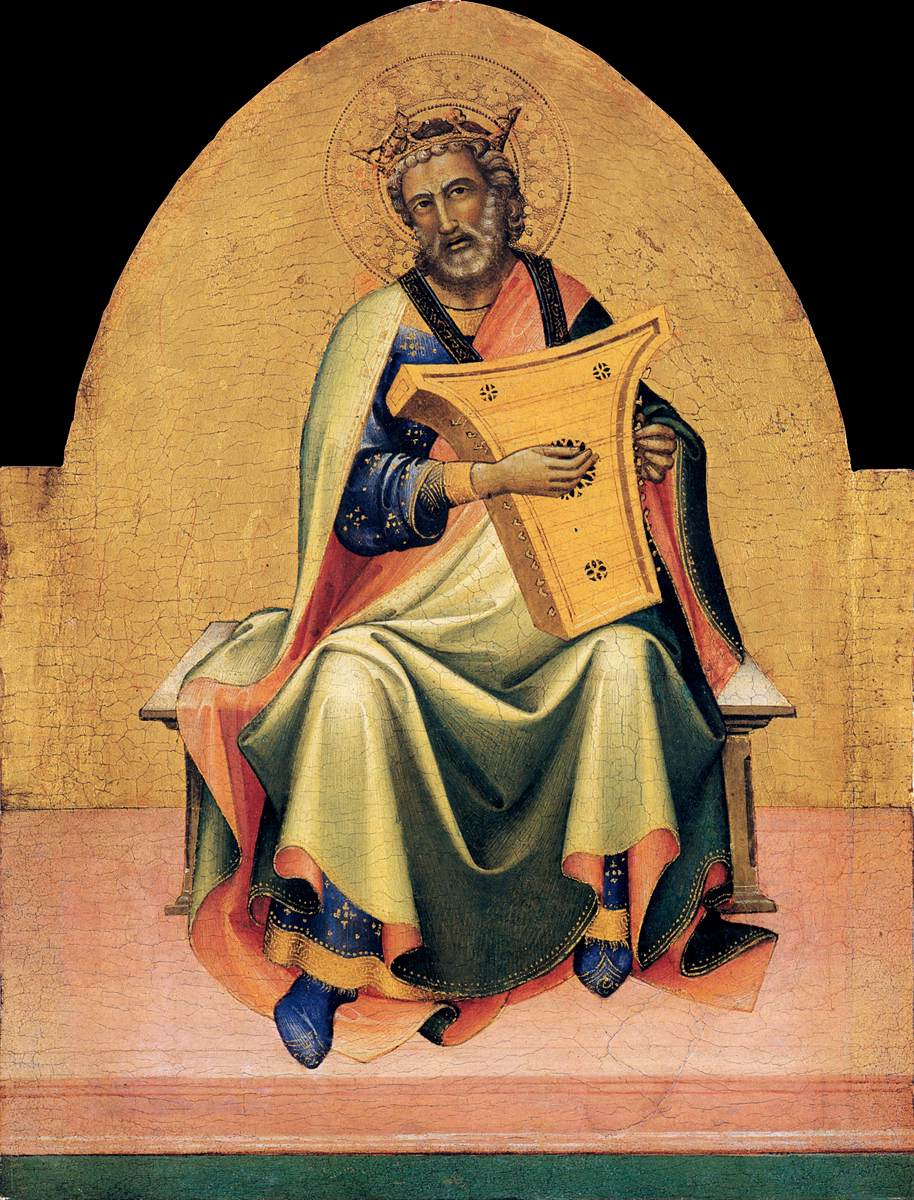
Re David di Lorenzo Monaco intorno al 1408–1410. Alcuni studiosi ritengono che questa tavola facesse parte della cappella Fioravanti in San Pier Maggiore a Firenze. Oggi è conservata presso il Metropolitan Museum of Art a New York.
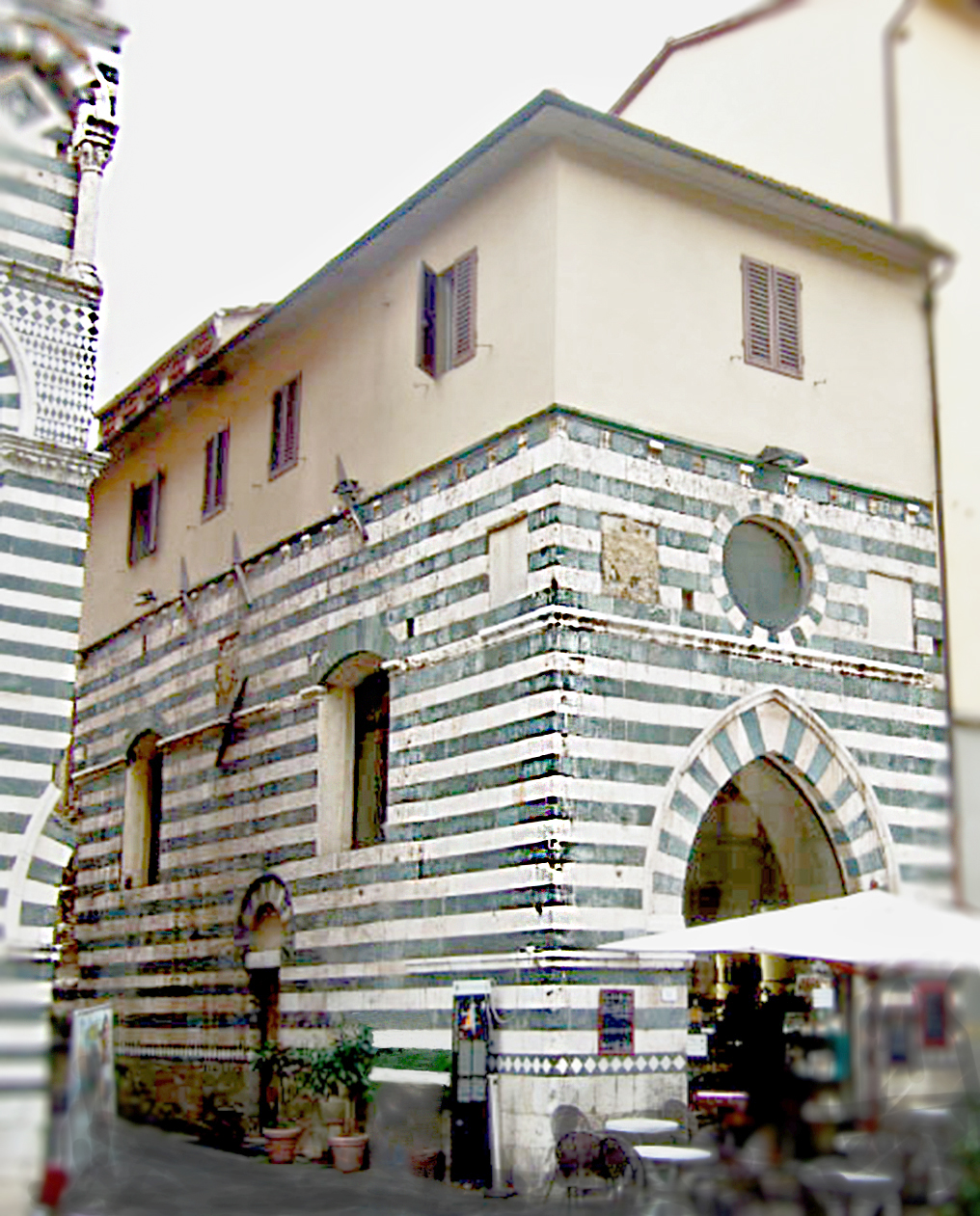
Oratorio di Sant'Antonio Abate, Pistoia. Fondata da Puccio Fioravanti nel 1333 ad uso della chiesa di San Giovanni Fuorcivitas, sulla sinistra.